# Карлос Кастільйо Армас
Карлос Кастільйо Армас (ісп. Carlos Castillo Armas; 14 листопада 1914 — 26 липня 1957) — гватемальський військовий та політичний діяч, глава держави з 1954 до 1957 року.

## Життєпис
Народився у родині землевласника. Мав військове звання полковника. Пройшов дворічний курс навчання у командно-штабному коледжі армії США у Форт-Лівенверті, штат Канзас. Прийшов до влади після усунення Хакобо Арбенса 1954 року. З 1 вересня 1954 року офіційно став президентом країни.
Прийшовши до влади, повернув землі «Юнайтед-фрут-компані» (вилучені урядом Арбенса на користь селян) та надав нові концесії, скасував поправки до закону 1947 року, що надавали додаткові права робітникам і профспілкам. Нова влада усунула неграмотних від участі у виборах: близько 70% населення країни, майже всі індіанці втратили виборчі права.
Армас розгорнув масові репресії, було оголошено про арешт чотирьох тисяч осіб, яких підозрювали у «комуністичній діяльності». У серпні було ухвалено закон про боротьбу з комунізмом, створено Комітет захисту від комунізму, який отримав широкі повноваження. Комітет проводив засідання за зачиненими дверима та мав право оголосити будь-якого громадянина комуністом без права оскарження. Люди, взяті комітетом на облік, могли довільно заарештовуватись на термін до шести місяців, їм заборонялось мати радіоприймачі та працювати у державних, муніципальних і громадських установах. У наступні чотири місяці влада зареєструвала 72 тисячі осіб, яких було оголошено комуністами або такими, хто їм симпатизує.
1956 року було прийнято нову конституцію Гватемали. Армаса було застрелено 26 липня 1957 року службовцем палацу Вальдесом Санчесом. Наступники президента не вживали спроб проведення розслідування. Ісунють різні версії убивства Армаса — змова як супротивників Армаса серед керівництва хунти, так і прибічників поваленого президента Арбенса.